# Газолла, Раул Оливейра
Раул Оливейра Газолла (порт. Raul Oliveira Gazolla, 7 августа 1955, Рио-де-Жанейро, Бразилия) — бразильский актёр. Наиболее известен ролью Миру в сериале «Клон», а также ролью Сиру в теленовелле «Жестокий ангел» и ролью охранника торгового центра в «Вавилонской башне».

## Биография
Раул родился 7 августа 1955 года  в Рио-де-Жанейро.
В детстве лишился отца, его воспитывала мать и другие родственники. Семья в деньгах не нуждалась.
В юности Раул начал профессионально спортом, а в точности борьбой. Довольно долго он занимался капоэйрой — бразильским национальным боевым искусством, сочетающем в себе элементы акробатики и танца. Его приглашали выступать на модных показах для разогрева публики.
Раул перенёс три инсульта. Первый случился в 2009 году. Второй — в 2011 году, а третий в октябре 2012 года.
На данный момент продолжает сниматься в фильмах.

## Личная жизнь
Был неоднократно женат.
- Даниэла Панесса (ок. 1982 или 1983; ?)
- Даниэла Перес (ок. 1990—1992)
- Мариуза Пальярес (ок. 2001 - 2003). От этого брака есть дочь.
- Фернанда Лоурейро (ок. 2005)

## Фильмография
| Год  | Название                                   | Роль                                                       |
| ---- | ------------------------------------------ | ---------------------------------------------------------- |
| 1985 | Ti Ti Ti                                   | Парень мадам                                               |
| 1986 | Каменные джунгли                           | Освальдо                                                   |
| 1987 | Сассарикандо                               | Рубенс Арантес (Рубиньо)                                   |
| 1988 | Дикая кошка                                | Марсело Камарго                                            |
| 1989 | Кровавый договор                           | Фернандо Гедес                                             |
| 1989 | Кананга Японии                             | Александр Феррейра (Алекс)                                 |
| 1991 | Дети Солнца                                | Эйртон                                                     |
| 1991 | Амазонка                                   | Даниэль / Лили Пессоа                                      |
| 1992 | Да поможет нам Бог                         | Пако де Соуза                                              |
| 1993 | Песочные женщины                           | Своя роль                                                  |
| 1994 | Новая волна                                | Кайке Мендес                                               |
| 1994 | Решать вам                                 | Лео                                                        |
| 1995 | Декаданс                                   | Виктор Сильвер                                             |
| 1996 | Причина жить                               | Рафаэль Карвалью Моура (Руффо)                             |
| 1997 | Тренировка                                 | Марсель де Фрейтас                                         |
| 1997 | Жестокий ангел                             | Сиру Фуртаду                                               |
| 1998 | Лабиринт                                   | Franklin Passos                                            |
| 1999 | Тренировка                                 | Рикардо Брага (Рикардао)                                   |
| 2001 | Клон                                       | Миру (Друг Шанди, тренер в спортзале, возлюбленный Назиры) |
| 2003 | Кубанакан                                  | Эррера Фуэнтес                                             |
| 2003 | Sítio do Picapau Amarelo                   | Моби                                                       |
| 2004 | Тренировка                                 | Франсиско Роберто                                          |
| 2005 | Америка                                    | Элио де Андраде (Хелиньо)                                  |
| 2005 | Зорра всего                                | Муж                                                        |
| 2006 | Доказательство любви                       | Карлос Эдуардо Авелар (Каду)                               |
| 2007 | Противоположные жизни                      | Элио Нуньес (инспектор Нуньес)                             |
| 2008 | Мутанты                                    | Жоао Рикардо Борба Гато де Альбукерке Андраде Силва        |
| 2009 | Белла, фея (уродливая красота)             | Армандо Фрейтас                                            |
| 2010 | Баллада, баллада                           | Джо Девил                                                  |
| 2012 | Маски                                      | Эвальдо Фаэль                                              |
| 2013 | Новая семья                                | Ананиас Педрейра                                           |
| 2013 | Смертный грех                              | Освальдо Сантьяго                                          |
| 2014 | Чудеса Иисуса                              | Абнер                                                      |
| 2014 | Высокий самолёт                            | Делегат Сантейро                                           |
| 2017 | Сила желания                               | Аллан Делано                                               |
| 2017 | Знаменитый 14-й танец                      | Участник                                                   |
| 2018 | Знаменитый шеф — повар 7                   | Участник                                                   |
| 2022 | Жестокий договор — Убийство Даниэллы Перес | Своя роль                                                  |
| 2022 | Пересечение                                | Вандами                                                    |

## Инцидент
Раул плюнул подростку в лицо из-за дорожного спора: «Я плюнул, и мне очень жаль. Я ехал со своей 5-летней дочерью, когда увидел девочку с наушником в ухе. Я дважды посигналил. Она повернулась и показала средний палец в мою сторону. Я остановил машину и уехал к дверям школы, где она разговаривала со своими друзьями. Я спросил, почему ты это сделала? Она оглядела меня с ног до головы и сказала: „Потому что я хотела“. Я посчитал это насмешкой и плюнул ей в лицо».

## Издания
- Bernardo Braga Pasqualette. Daniella Perez: Biografia, crime e justiça. — Editora Record, 2022-10-17. — 700 с. — ISBN 978-65-5587-641-3.[10]